# Leonid Swiatopołk-Mirski
Leonid Siergiejewicz Swiatopołk-Mirski, ros. Леонид Сергеевич Святополк-Мирский (ur. ?, zm. ?) – rosyjski wojskowy (pułkownik), działacz emigracyjny, dowódca baterii artylerii w 1 Rosyjskiej Brygady Narodowej SS podczas II wojny światowej.
Pochodził z rodu książęcego. Brał udział w I wojnie światowej. Dowodził w stopniu podpułkownika 166 Pułkiem Piechoty. W listopadzie 1917 r. wstąpił do nowo formowanych wojsk Białych. Współorganizował formowanie Pułku Gieorgijewskiego. Uczestniczył w 1 Marszu Kubańskim. Pod koniec 1918 r. dowodził 1 Oficerską Drużyną Ochotniczą w Kijowie. Został wzięty do niewoli przez bolszewików. W 1920 r. wypuszczono go na wolność, po czym przedostał się do wojsk Białych na Krymie. Służył w Dywizji Markowskiej. W połowie listopada tego roku wraz z wojskami Białych został ewakuowany do Gallipoli. Na emigracji zamieszkał w Bułgarii. Awansowano go do stopnia pułkownika. Na początku lat 30. wyemigrował do Brazylii, gdzie od 1934 r. stał na czele 1 grupy sektora brazylijskiego Wszechrosyjskiej Organizacji Faszystowskiej w Rio de Janeiro. Podczas II wojny światowej przybył do III Rzeszy, skąd po ataku wojsk niemieckich na ZSRR udał się na okupowane tereny Związku Sowieckiego. Od wiosny 1942 r. służył w nowo formowanym oddziale wojskowym pod nazwą Druschina Verband. Dowodził baterią artylerii. Po buncie antyniemieckim latem 1943 r. został aresztowany przez dotychczasowego dowódcę ppłk. Władimira W. Gil-Rodionowa, po czym przewieziono go samolotem z terenów partyzanckich do Moskwy. Wiadomo, że odbył się tam jego proces.